# Zeleni kadar
Zeleni kadar sačinjavali su hrvatski domobrani, dezerteri iz austrougarske vojske koji su se, za vrijeme Prvog svjetskog rata, zbog teških uvjeta ratovanja, te slabe motiviranosti, odmetali i skrivali po šumama, kao svojedobno hajduci. U selima su imali pristaše (obično rodbinu) koji su im slali hranu i odjeću, a često su i pljačkali trgovce i bogate seljake kako bi imali prihode. Za vrijeme nereda prilikom raspada Austro-Ugarske, mnogo je veleposjeda, dvoraca i rezidencija plemstva opljačkano i spaljeno. Na području Trojedne kraljevine Hrvatske, Slavonije i Dalmacije pred kraj rata bilo je više od 50.000 naoružanih dezertera po šumama. Zeleni kadar se proširio također na Bosnu i Hercegovinu, te su u velikom broju bili zapaljeni konaci begova. Jedan od najpoznatijih pripadnika zelenog kadra nakon Prvog svjetskog rata bio je Jovan Stanisavljević "Čaruga".

## Karakteristike
Zeleni kadar je naziv za dezertere koji su tijekom I. svjetskoga rata prebjegli iz austrougarskih postrojbi u »zelena šumska prostranstva«. Ta je pojava, uvjetovana masovnom mobilizacijom, teškim gubicima na frontama, rekvizicijama i nestašicama, ratnim bogaćenjem te izljevima službenoga slavofobičnog šovinizma, poprimila masovno obilježje 1917. i 1918. u svim hrvatskim zemljama, osobito u Slavoniji i Srijemu te dijelovima Hrvatskog zagorja, Korduna i Banije. Kako su dezerterske skupine postajale sve veće i raširenije, njihova je djelatnost počela dobivati značaj društvenog pokreta. Uz vlastelinstva i trgovce (često Židove), cilj njihovih napada bile su i političke osobe – razni lokalni čelnici i svećenici. Napadi su često bili mješavina čistog razbojništva i samosvjesnijih buntovničkih ciljeva proisteklih, tek donekle pod utjecajem ruske revolucije, iz vjerovanja u novi svijet, bez činovnika, veleposjednika, pohlepnih trgovaca i lihvara, u kojem bi došlo do preraspodjele dobara i zemlje.
Do ljeta 1918. zeleni je kadar izrastao u snažnu oružanu skupinu u mnogim dijelovima Hrvatske i Slavonije. Najviše ih je bilo na Petrovoj gori (8000 prebjega organiziranih u vojne jedinice vođene zelenokadrovskim časnicima), Zrinskoj gori (ili Šamarici, posebno u kraljevčanskoj šumi), brežuljcima Hrvatskog zagorja u okolici Varaždina, Papuku, pašnjacima daljskog vlastelinstva, posjedu karlovačke patrijaršije (2000 prebjega), te na Fruškoj gori (6000 prebjega). Premda zeleni kadar nije imao središnje vodstvo i program, neke veće skupine imale su osnovne oblike organizacije. Odabrali su prkosna imena (gorski vilenjaci, zelena komuna, gorski tiči), stvarali primitivne zakone koji su uključivali teška fizička kažnjavanja i egzekucije (osim vješanja koje je bilo svojstveno vlastima), birali vođe (često nazivane vojvodama i harambašama u drevnom stilu balkanskih odmetnika) dajući im simbole vlasti (zelena grana s konjskim repom). Dotad ionako čvrsta jezgra zelenog kadra još više je ojačala priljevom domaćih seljaka, pa je pojam zeleni kadar prerastao izvorno značenje i postao sinonim za svaki oblik seoskog bunta.
U jesen 1918, u međuvlašću između raspada dvojne monarhije i odluke Narodnog vijeća SHS da se ujedini sa Srbijom i Crnom Gorom, zeleni je kadar pokrenuo lavinu nemira. Potkraj listopada, tijekom studenoga i velikim dijelom prosinca, nespremne oružane snage Narodnog vijeća (Narodna straža) sukobile su se s masovnim pokretom koji je glavni odušak našao u pljački i otimačini po gradovima i vlastelinstvima, ali i u političkim oblicima borbe (seljačke i crvene »republike« u Banovoj Jaruzi, Donjem Miholjcu, Feričancima i Petrijevcima). Neredi su uglavnom bili ugušeni do sredine studenoga 1918, iako su pobune mjestimice izbijale i u prosincu. Narodno vijeće služilo se podjednako oružanom prisilom i obećanjima o agrarnoj reformi da bi stalo na put pokretu seljaka i zelenoga kadra. U obuzdavanju nemira sudjelovala je i srbijanska armija i vojska Antante.

## Krleža o Zelenom kadru
U rječniku svoje zbirke pripovijetki Hrvatski bog Mars, Miroslav Krleža definira pojam ovako:
| „ | Već prvih dana vlade posljednjeg Habzburgovca cara i kralja Karla Prvog i Četvrtog (odmah poslije smrti cara Franje Josipa I. u novembru 1916.) javljali su se u našim krajevima mnogobrojni i raznovrsni simptomi objektivne revolucionarne situacije. Sve su bolnice vrvjele maroderima i simulantima ("Baraka pet Be", "Smrt Franje Kadavera"), svi su vozovi ličili na onaj iz "Hrvatske rapsodije", a po kasarnama javljalo se očito, glasno defetističko raspoloženje, koje je često poprimalo oblike krvavih, dramatskih sukoba ("U logoru", "Tri domobrana" etc.). Po uredima zijevalo je činovništvo gladno i bezvoljno, po redakcijama bunila se omladina (Horvat iz "Vučjaka", Kraljević iz "Velikog Meštra sviju hulja" itd.), po ratištima i u pozadini sve se češće javljao pučkosarkastičan napjev: "Care Karlo i Carice Zita, / što ratuješ kada nemaš žita?" Pojedine vojne jedinice javljale su sve više bjegunaca, i ta masa dezertera lutala je bezglavo po šumama, po bolnicama, po provincijalnim malim garnizonama, zrela da se javi kao protest i pobuna najširih gomila, kojima se besmisao posljednjeg habzburškog rata objasnio potpuno. Da ih povede, nije bilo nikoga. O čitavoj toj složenoj političko-moralnoj problematici zelenokaderaškog mentaliteta govori se u ovoj knjizi na mnogo mjesta. (...) Zeleni kader, jedini punomoćni predstavnik (političke volje i svijesti) našega naroda za vrijeme rata, razbio je u ono vrijeme (kada je na čitavom kompleksu Centralne Evrope bila stvorena objektivna revolucionarna situacija u marksističkom smislu ove riječi) svoju glavu uludo. Kao nikada doonda osjećao se kod nas potpun nedostatak politički inteligentnih sila. Zeleni kader stavio se izvan habzburških zakona bez odrenenog smjera, bez vođa i bez inteligencije. Mnoga i mnoga rečenica u "Plamenu" nosila je akcenat upravo na toj tužnoj konstataciji, da je jadno (književno) živjeti u nekim pseudociviliziranim, malograđanskim, bijednim i zaostalim prilikama i djelovati književno menu malograđanskim slojevima, koji sami ne znaju što hoće. (...) Zeleni kader je u buntovničkom, negativnom smislu pojava koja se podudara s historijskim pojmom "jacquerie". Kao što je ta davno već zaboravljena pobuna (1358) u Pikardiji i Šampanji prohujala kao vjetar nad garištima zamaka i grofovskih dvoraca, tako je i "Zeleni kader" kod nas godine 1917.-18. spalio mnogobrojne barunske i plemenitaške dvorce, katastre, kotarske i općinske arhive, da nestane kao olujna prijetnja u obliku političkih jalovih seljačkih nemira koji su po čitavoj zemlji trajali još do devet stotina dvadesete – dvadeset i druge. Zelenokaderaški štimung javljao se još sve do izbora Jeftićevih (1935.) i Stojadinovićevih (1938.) u raznim političkim budnicama, od kojih se jedna pjevala na poznati domobranski carski i kraljevski napjev: "Marširala, marširala dvadeset i peta", a druga na staromodnu srbijančicu: "Kraljica Natalija kolo vodila..." Seljačka stranka je na zelenokaderaškom, anarhoidnom ratnom i poratnom (u austrijskom smislu protudržavnom) raspoloženju seljačkih masa postigla svoje najveće političke uspjehe. Djelujući mehanički, seljački zelenokaderaški mentalitet polagano se pretvarao iz buntovne, defetističke negacije austrijske kasarne u sve konzervativniju negaciju eshaezijskog nasilja i tako se našao u državnopravnim, legitimističkim zamkama kraljevskog jugoslavenskog pseudoparlamentarizma, koji je svojim spasonosnim "sporazumaškim" i portfeljskim formulama taj ogromni politički potencijal potpuno razvodnio i sveo ga na ulogu seljačkog špalira pred kneževskim političkim povorkama i na pratnju folklornih muzičkih festivala i proštenja. Ova domobranska knjiga napisana je na zelenokaderaške motive i svi su njeni junaci u duši zelenokaderaši, i onda kada ginu u bitkama i kada zvekeću protezama ili jadikuju po triperšpitalima. (...) | ” |
|   | |   |

## Poveznice
- Hrvatska u Prvom svjetskom ratu